# 오다역 (미에현)
오다역(일본어: 麻生田駅)은 일본 미에현 이나베시에 위치한 산기 철도 호쿠세이 선의 철도역이다. 단선 승강장 1면 1선의 구조를 갖춘 지상역이다.

## 이용 현황
| 연도 | 승차 인원 |
| ---- | --------- |
| 1997 | 125       |
| 1998 | 115       |
| 1999 | 138       |
| 2000 | 140       |
| 2001 | 116       |
| 2002 | 115       |
| 2003 | 90        |
| 2004 | 98        |
| 2005 | 103       |
| 2006 | 106       |
| 2007 | 115       |
| 2008 | 108       |
| 2009 | 110       |
| 2010 | 116       |
| 2011 | 129       |
| 2012 | 142       |
| 2013 | 142       |
| 2014 | 157       |
| 2015 | 158       |
| 2016 | 155       |

## 역 주변
- 쇼와 전선 케이블 시스템 주식회사 미에 사업소

## 역사
- 1916년 8월 6일 : 호쿠세이 철도의 역으로서 개업.
- 1934년 6월 27일 : 사명 변경에 의해 호쿠세이 전기 철도의 역이 됨.
- 1944년 2월 11일 : 회사 합병에 의해, 미에 교통의 역이 됨.
- 1964년 2월 1일 : 사업 양도에 의해 미에 전기 철도의 역이 됨.
- 1965년 4월 1일 : 긴키 닛폰 철도가 미에 전기 철도를 합병해 긴테쓰 호쿠세이 선의 역이 됨.
- 1977년 4월 15일 : 승강장을 구와나 방면으로 26m 이전함.
- 2003년 4월 1일 : 사업 양도에 의해, 산기 철도의 역이 됨.
- 2004년
  - 2월 24일 : 미에현이 정한 「미에현 누구나 살기 좋은 복지 도시 조성 추진 요강」「미에현 배리어 프리 도시 조성 추진 조례」정비 기준에 근거하고 있음을 나타내는 적합 교부 시설이 됨.
  - 3월 1일 : 역사가 승강장 중앙 부분에 신설되어, 사용 개시됨.
- 2005년 9월 1일 : 역사 내에 자동 발권기 · 자동 정산기 · 자동 개찰기가 설치되어, 도인 역으로부터의 원격 제어에 의한 영업이 실시됨.
- 2007년
  - 6월 1일 : 이나베 시 신 커뮤니티 버스가 운행 개시되어, 당 역에 버스 정류장이 설치됨.
  - 8월 4일 ~ 8월 26일 : 오다 역 - 아게키 역 간의 교량 건설로 인해 해당 구간이 운행 중지해, 버스 대행 수송을 행함.
- 2009년
  - 1월 : 역에 인접해서 설치되었던 오다 변전소가 철거됨.
  - 6월 15일 : 설치한 역 앞 무료 주차장 북서쪽의 구) 오다 변전소 부지에 무료 주차장이 증설되어, 합계 28대가 주차가능하게 됨.

## 인접 역
| 산기 철도 호쿠세이 선  | 산기 철도 호쿠세이 선 | 산기 철도 호쿠세이 선 |
| ---------------------- | --------------------- | --------------------- |
| 소하라 니시쿠와나 방면 | ■ 호쿠세이 선         | 아게키 아게키 방면    |